# Centrale nucléaire de Sinop
 (10 juillet 2020).
Le projet de la centrale nucléaire de Sinop est situé sur les bords de la mer Noire dans la province de Sinop.
Le fournisseur français Areva, associé au japonais Mitsubishi prévoit d'y construire 4 réacteurs nucléaires à eau pressurisée de type ATMEA d'une puissance unitaire de 1100 MW, le tout pour  17 milliards de dollars. 

## Histoire
Dans les années 1980, la Turquie a envoyé une lettre d'intention à General Electric pour construire des centrales nucléaires dans la province de Sinop. 
Depuis février 2008, un projet est à l'étude pour le site de Sinop situé sur la côte de la mer Noire, en vue de la construction d'une centrale nucléaire.
Le 2 mai 2013, le gouvernement turc annonce avoir attribué un contrat à un consortium franco-japonais, duquel fait partie Areva, pour la fourniture de 4 réacteurs ATMEA de 1100MW chacun sur ce site qui est controversé car situé en zone sismique.
Le contrat s'élève à 17 milliards d'euros, les travaux débuteraient en 2017 et le premier réacteur devrait être mis en service en 2023. La maitrise d'ouvrage sera assurée par un groupement de sociétés composé de la Compagnie d'électricité turque EÜAŞ (25 à 45 %), des Japonais Mitsubishi Heavy Industries Ltd et Itochu Corporation, et de GDF Suez (20 %) qui sera notamment responsable de la partie exploitation, Areva NP et Mitsubishi étant chargées de la construction,,.
Un accord d’État à État a été signé le 3 mai à Ankara en présence des premiers ministres turc et japonais (Recep Tayyip Erdoğan et Shinzo Abe) pour la construction et l'exploitation de 4 réacteurs ATMEA,.
C'est l'un des rares contrats à avoir été attribués récemment par la Turquie à une entreprise française. (GDF Suez participera au projet à hauteur de 20 %) depuis l'atténuation des différends entre la France et la Turquie (notamment à la suite du  rejet par le Conseil Constitutionnel de la loi condamnant la négation des génocides).
En 2020, environ 1 million d'arbres ont été abattus sur le site du projet de centrale nucléaire à la suite du transfert d'une zone de 10 km² du ministère turque de l'agriculture et de la forêt au ministère de l'énergie. L'étude d'impact environnementale réalisée par le groupe de conseil français Assystem évoque un chantier qui devrait débuter par des fouilles en 2021 et se terminer par une mise en service en 2031, avec 4 réacteurs sur le modèle de l'EPR de Flamanville.
En octobre 2022, Rosatom annonce avoir engagé des négociations avec la Turquie pour la construction de la centrale de Sinop.